# Val Strona
Le val Strona est une vallée alpine du Nord-Ouest de l'Italie, dans la province du Verbano-Cusio-Ossola. Il reprend le nom de la rivière Strona qui s'y écoule. La vallée est située entre le val d'Ossola au nord, le val Corcera (it) au nord-est et le valsesia au sud. La vallée est accessible à partir de la ville d'Omegna au nord du lac d'Orta.

## Géographie
Depuis Omegna vers l'amont, la vallée traverse les villes de Germagno, Loreglia, dont la frazione de Chesio, Valstrona et Massiola. Valstrona est son principal centre avec les nombreuses frazioni de Luzzogno, Inuggio, Forno, Fornero, Piana di Fornero, Sambughetto et le village walser de Campello Monti (1 300 m d'altitude) habité seulement pendant les mois d'été.
Le val Strona est dominé par la mont Capezzone (2 421 mètres). Parmi les sommets qui entourent la vallée se trouvent, dans le sens horaire : le mont mont Mazzocone (it), le mont Croce (it), le Capio, l'Altemberg, la Cima Lago (it), le mont Massone et le mont Cerano (it).

## Histoire
Par le décret no 2521 du 22 décembre 1927, toutes les petites communes de la vallée ont été rassemblées au sein de la commune de Strona, actuel chef-lieu du val Strona. Après la Seconde Guerre mondiale, les communes de Germagno, Loreglia (avec Chesio) et Massiola ont retrouvé leur autonomie tandis que les autres villages sont restés intégrés à Valstrona.

## Activités

### Travail du bois
Les activités traditionnelles du val Strona sont la transformation du bois. Jusqu'à il y a quelques décennies, la vallée était surnommé « val di cazzuji » car la production principale, parmi d'autres objets en bois, était composée de cuillères et de louches. Ces dernières décennies, des menuisiers se sont consacrés à la production de figurines Pinocchio de sorte que la vallée est parfois appelée « vallée de Pinocchio ». Un musée du bois se trouve dans la localité de Forno, sur l'initiative de l'artisan Guerino Piana.

### Protection environnementale
Les sommets en amont de la vallée font partie du parc naturel Alta Val Sesia et Alta Val Strona et l'ensemble constitue en plus un site d'importance communautaire nommé Campello Monti (code IT1140003).